# Кореспонденција (филм)
„Кореспонденција“ је југословенски филм из 1983. године. Режирао га је Сава Мрмак, а сценарио су писали  Борислав Михајловић Михиз и Борислав Пекић.

## Улоге
| Глумац                | Улога                                        |
| --------------------- | -------------------------------------------- |
| Данило Бата Стојковић | Симеон Његован Лупус, деда                   |
| Зоран Радмиловић      | Симеон Његован Хаџија, син Лупусов           |
| Мира Бањац            | Милица Његован, Хаџијина жена                |
| Милан Михаиловић      | Симеон Његован, унук Лупусов                 |
| Ружица Сокић          | Јулијана Јулишка Толнај, циркуска играчица   |
| Петар Краљ            | Илија Гарашанин, уставобранитељ              |
| Дејан Чавић           | Барон Сина, бечки банкар                     |
| Аљоша Вучковић        | Самсудин Самсика Тот, управитељ циркуса      |
| Љубиша Бачић          | Антоније, прокурист фирме „Симеон и Његован“ |
| Жељка Башић           |                                              |